# Метрополитенский статистический ареал

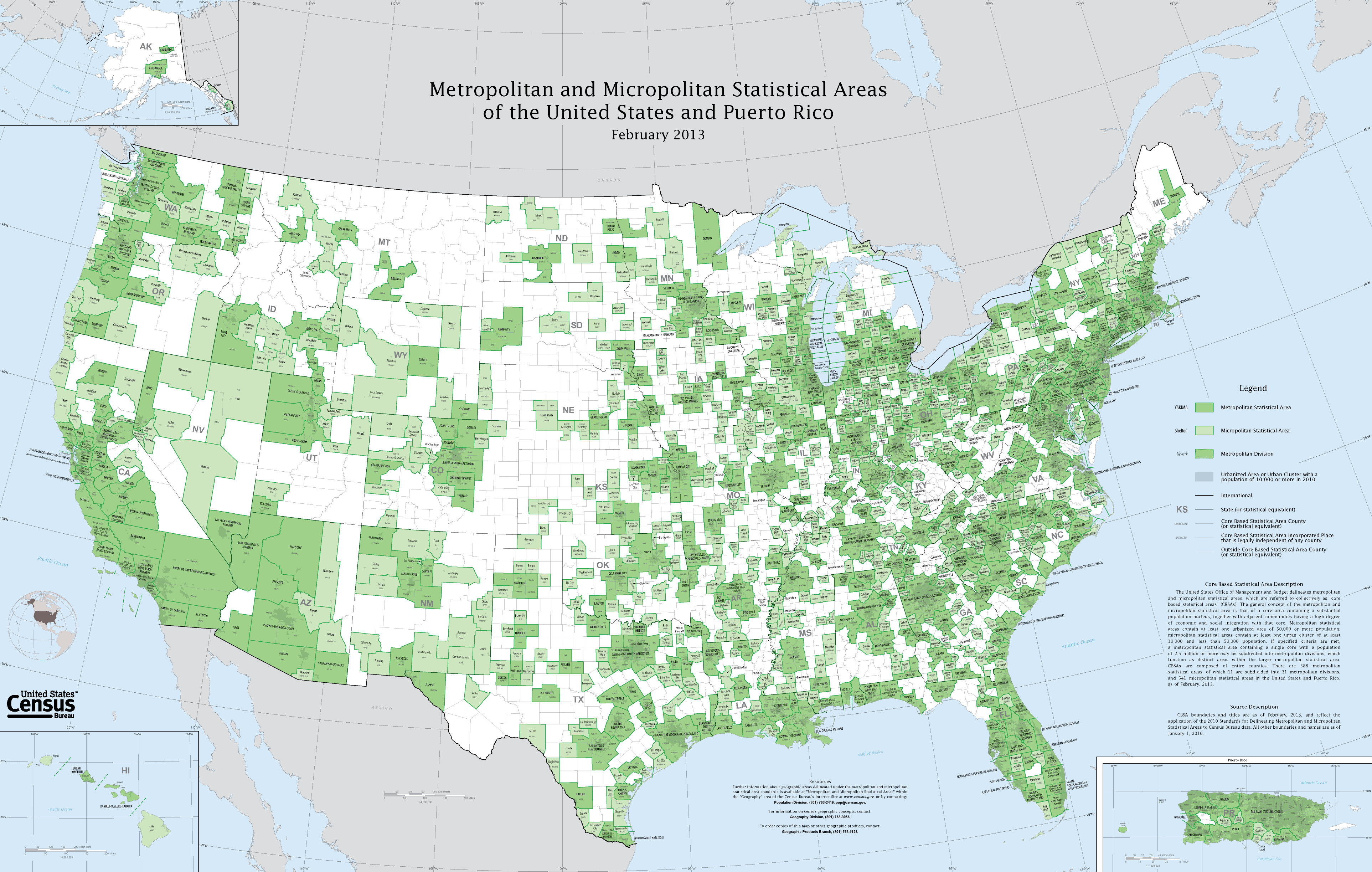
Карта 955 агломераций с городом-ядром США и Пуэрто-Рико в феврале 2013 года. 374 метрополитенских статистических ареалов (МСА) выделены зеленым цветом, 581 микрополитенский статистический ареал (МкСА) — светло-зеленым цветом.

Метрополитенский статистический ареал (МСА) (англ. metropolitan statistical area) — определение в США для городской агломерации в расширительной трактовке как урбанизированной зоны вокруг одного или нескольких крупных городов-ядер с высокой плотностью населения и с тесными экономическими связями. Это понятие шире, чем тесная слитная агломерация (т. н. фактический город) по американским и европейским критериям, но соответствует агломерации по российским критериям.
МСА определяются практически для всех городов с населением свыше 50 тыс. чел., не входящих в состав МСА более крупных соседних городов. МСА подразделяются на стандартные (такие, как Чикаго и Атланта) и консолидированные (слившихся из стандартных МСА, в том числе полицентрических конурбаций — например, КМСА Миннеаполис—Сент-Пол и Риверсайд — Сан-Бернандино). Бо́льшими единицами являются комбинированные статистические ареалы (КСА), состоящие из нескольких МСА.
МСА определяются Бюро управления и бюджета США и используются Бюро переписи населения США и другими американскими правительственными учреждениями только для статистических целей. Таким образом, в отличие от округов (в том числе городов), МСА не являются юридически зарегистрированными административными единицами.

## Индекс потребительских цен «CPI-U»
С 1978 года для не-институционального населения, то есть для жителей вне групповых домохозяйств на территории МСА (вне богаделен, домов инвалидов, больниц, казарм, монастырей,…), а также без учёта проживающих в сельских районах МСА
подсчитывается индекс «CPI-U» (CPI for all urban consumers).
Индексируемый номинал казначеек «TIPS» привязан к индексу «CPI-U».